# Sacro Monte di Ghiffa
El Sacro Monte della SS. Trinità o Sacro Monte di Ghiffa es un santuario italiano ubicado en Ghiffa, provincia de Verbano-Cusio-Ossola, en el Piamonte. Es uno de los nueve Sacri Monti de Piamonte y de Lombardía incluidos en la lista del Patrimonio Mundial de la Unesco desde 2003. La entidad «Riserva naturale speciale del Sacro Monte della SS. Trinità di Ghiffa» tiene su domicilio en Via SS. Trinità, 48, 28823 Ghiffa (VB).
Entre finales del XVI y mediados del XVII, fue concebido el plan de edificar un monte sacro en torno al santuario de la Santa Trinidad, sobre una colina llena de bosques. En esta primera fase, sin embargo, sólo se construyeron tres capillas. Esto conllevó un sustancial incremento de los peregrinos de visita al santuario y, en consecuencia, a un amplio esfuerzo de expansión de los trabajos que se completaron entre 1646 y 1649. En su estado actual este monte sacro comprende tres capillas dedicadas a distintos temas bíblicos, y otras tres capillas menores que tienen funciones de oratorio.

## Historia
Está dedicado al misterio de la Trinidad. Se construyó en torno a un pequeño oratorio preexistente sobre el monte Cariago, dedicado al misterio de la SS. Trinidad. La iglesia, considerada por tradición lugar de acontecimientos milagrosos, era ya una meta de peregrinación antes del siglo XVI. Una densa red de senderos unía el lago con el monte, al que se acudía no sólo como lugar religioso y de oración, sino como punto de encuentro, descanso y celebración de ferias y mercados populares. Se cree que existió una modesta capilla, en el lugar del santuario, del siglo IV, en los tiempos de la evangelización de los novareses por obra de san Julio y de san Giuliano. Es cierta la presencia, como núcleo arquitectónico antiguo luego englobado en el santuario, de un oratorio románico datable de los siglos XII o XIII; se ampliaría con el tiempo para afrontar la creciente afluencia de los fieles. El primer documento histórico que menciona la existencia de la iglesia es del año 1591; fue redactado con ocasión de la visita pastoral del entonces obispo de Novara, monseñor Cesare Speciano. La descripción que hizo de la iglesia, dedicada a la Santísima Trinidad, hace comprender que se corresponde al espacio ocupado por el primer intercolumnio del actual santuario. Allí, sobre el altar, había un fresco, aún hoy presente.
La idea de realizar un monte sacro cerca de este oratorio surgió entre finales del siglo XVI y mediados del siglo XVII. Se encuentra en las laderas del monte Cargiago, sobre la localidad de Ronco, a 360 m s. n. m., con una estupenda vista sobre el lago Mayor. La vista panorámica sobre la ribera piamontesa del lago Mayor muestra un alto nivel de investigación paisajística y de arquitectura compositiva. 
Hacia mitad del siglo XVII se comenzó el Monte Sacro alrededor de la iglesia, representando algunos de los episodios del antiguo y nuevo testamento, inspirándose en el modelo del ya realizado cerca de Varese. 
La construcción de un nuevo santuario se realiza entre 1605 y 1617, año en que fue construido, con la contribución de la población local, el cuerpo principal del edificio. El proyecto fue patrocinado por el obispo de Novara, Carlo Bascapè conocido por la importancia que atribuía al desarrollo de los montes sacros prealpinos. En los años 1646 - 1659 el proyecto del santuario se completó con la construcción del campanario. En este mismo periodo se inició la construcción de las capillas que debían componer el monte sacro.
La construcción de este monte sacro de Ghiffa se desarrolló con gran esfuerzo, pero, a diferencia de otros montes sacros, ha quedado inacabado. A pesar del proyecto inacabado y la falta de documentos históricos, se nota todavía el esbozo de un proyecto urbanístico y la voluntad de continuar hasta su realización. Se puede considerar como un proyecto en fase de realización que permite comprender el desarrollo futuro de los demás montes sacros. El complejo monumental no es homogéneo, siendo anónimos tanto los autores como los fundadores. 
La capilla de la Coronación de la Virgen fue la primera que se acabó, en 1647. Sólo se construyeron otras dos capillas más, la de San Juan Bautista y la de Abraham. La capilla dedicada a San Juan Bautista fue acabada en 1659; bajo ella se encontró en el pasado una cisterna para el agua de la lluvia, al que estaba unido la fuente del santuario; más tarde, se convirtió en un lugar fresco usado por los carniceros del lugar. 
La llamada capilla de Abraham se realizó en una cota más baja entre 1703 y 1722. El que esta capilla se sitúe hacia la aldea de Ronco ha hecho pensar en un sendero que uniría esta población con el oratorio de la Trinidad.
Se hizo también el pórtico del Viacrucis, en 1752, que subraya el abandono de los temas de la Contrarreforma en favor de los de la Pasión de Cristo; se trata de una construcción de 14 arcadas, destinada a albergar las estaciones de un viacrucis. Fue cerrado pocos años después por el lado norte con la construcción de una capilla con frescos, con función de oratorio dedicado a la Virgen de los Dolores. Las representaciones plásticas de las estaciones del viacrucis puestas bajo el pórtico se realizaron en torno al año 1930, sustituyendo los precedentes frescos decimonónicos para entonces arruinados.
Hubo una última reconstrucción de la iglesia en 1761, cuando se realizó el pronaos dando a la fachada el aspecto actual. En el curso del siglo XVIII, sobre un lado de la iglesia se excavó la Casa del eremita, modesta habitación para el padre de los trinitarios que custodiaba el lugar (edificio adscrito a funciones religiosas en 1929 con su transformación en capilla con la estatua de Cristo en el hurto de Getsemaní).
El complejo devocional decayó progresivamente en el curso del siglo XIX. A finales de los años setenta el conjunto se encontraba en un estado avanzado de abandono. Con los escasos fondos disponibles se sustituyeron algunos tejados en roca viva de las capillas por otros de menor valor en pizarra. La reserva natural especial, creada en el año 1987, tutela el núcleo monumental así como una amplia zona boscosa que sube a lo largo de las laderas del Monte Cargiago, junto al lago Mayor. Gracias a la creación de la reserva natural especial se ha podido restaurar todo el Monte Sacro, volviendo a las formas antiguas originales en la medida en que ha sido posible.